# احمدابادمصدق
أحمد آباد مصدق (بالفارسية: احمدآباد مصدق) هي مدينة من مدن إيران تقع في محافظة ألبرز. يبلغ عدد سكانها 1,401 نسمة وذلك حسب إحصائيات سنة 2006.[بحاجة لمصدر]
اشتهرت بكونها المنفى التي اقام بها محمد مصدق رئيس وزراء إيران الاسبق والتي تم تحديد إقامته فيها بعد الانقلاب عليه في عملية أجاكس عام 1953.